# Nina Derwael
Nina Derwael (Sint-Truiden, 26 de março de 2000) é uma ginasta artística belga, campeã olímpica.

## Carreira
Derwael participou dos Jogos Olímpicos de Verão de 2020 em Tóquio, onde participou da prova de barras assimétricas, conquistando a medalha de ouro após finalizar a série com 15.200 pontos.